# Valentín Uriona
Valentín Uriona Lauciriga (Múgica, 29 de agosto de 1940 — Sabadell, 30 de julho de 1967) foi um ex-ciclista espanhol, que era profissional entre 1961 e 1967.